# Yi Ling Chen
Yi Ling Chen (translitera del chino 陳藝林) ( n. 1930 ) es un botánico chino, que ha trabajado extensamente en el "Instituto de Botánica", de la Academia China de las Ciencias.
- La abreviatura «Y.L.Chen» se emplea para indicar a Yi Ling Chen como autoridad en la descripción y clasificación científica de los vegetales.[1]